# NGC 1353

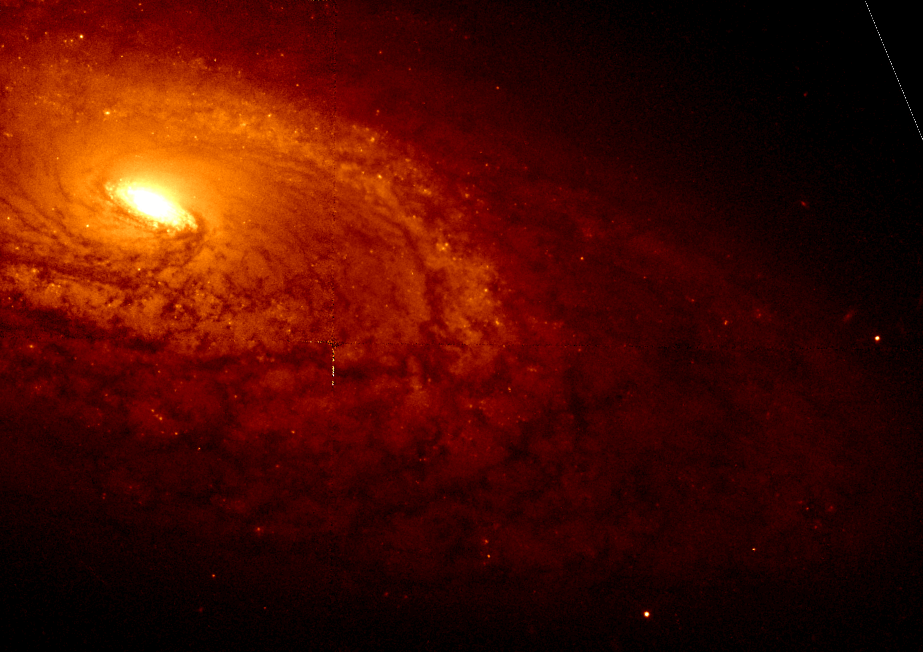
NGC 1353 par le télescope spatial Hubble.

NGC 1353 est une galaxie spirale barrée située dans la constellation de l'Éridan. NGC 1353 a été découverte par l'astronome germano-britannique William Herschel en 1784.

## Caractéristiques
Sa vitesse par rapport au fond diffus cosmologique est de 1 396 ± 12 km/s, ce qui correspond à une distance de Hubble de 20,6 ± 1,5 Mpc (∼67,2 millions d'al).
À ce jour, 13 mesures non basées sur le décalage vers le rouge (redshift) donnent une distance de 25,208 ± 3,210 Mpc (∼82,2 millions d'al), ce qui est à l'intérieur des valeurs de la distance de Hubble.
La classe de luminosité de NGC 1353 est II et elle présente une large raie HI. Elle renferme également des régions d'hydrogène ionisé. De plus, c'est une galaxie LINER, c'est-à-dire une galaxie dont le noyau présente un spectre d'émission caractérisé par de larges raies d'atomes faiblement ionisés.

## Groupe de NGC 1395 et l'amas de l'Éridan
NGC 1353 fait partie du groupe de NGC 1395. Ce groupe fait partie de l'amas de l'Éridan et il comprend au moins 31 galaxies, dont NGC 1315, NGC 1325, NGC 1331, NGC 1332, NGC 1347, NGC 1371, NGC 1377, NGC 1385, NGC 1395, NGC 1401, NGC 1414, NGC 1415, NGC 1422, NGC 1426, NGC 1438, NGC 1439, IC 1952, IC 1953 et IC 1962.